# نمارستاق

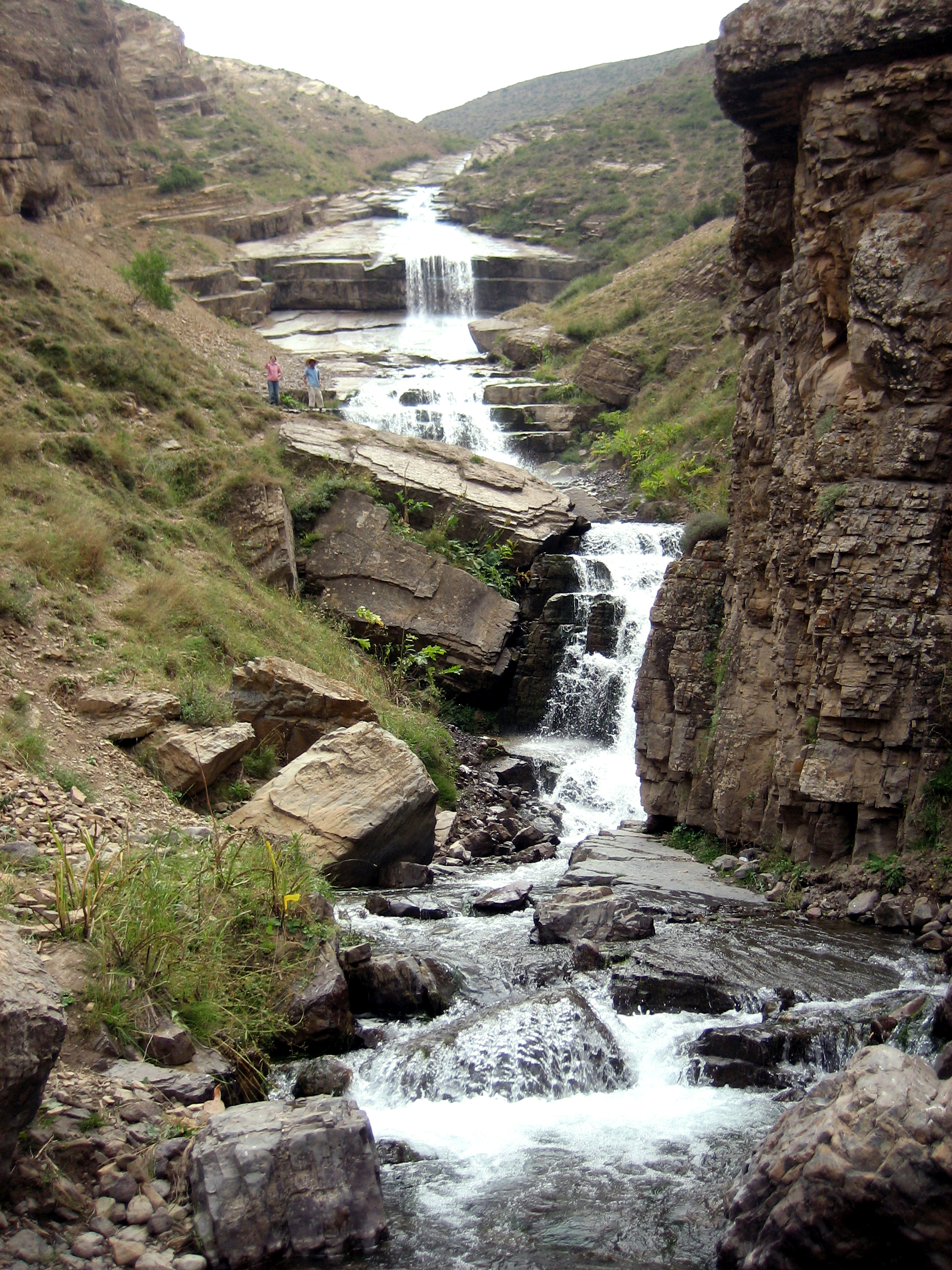

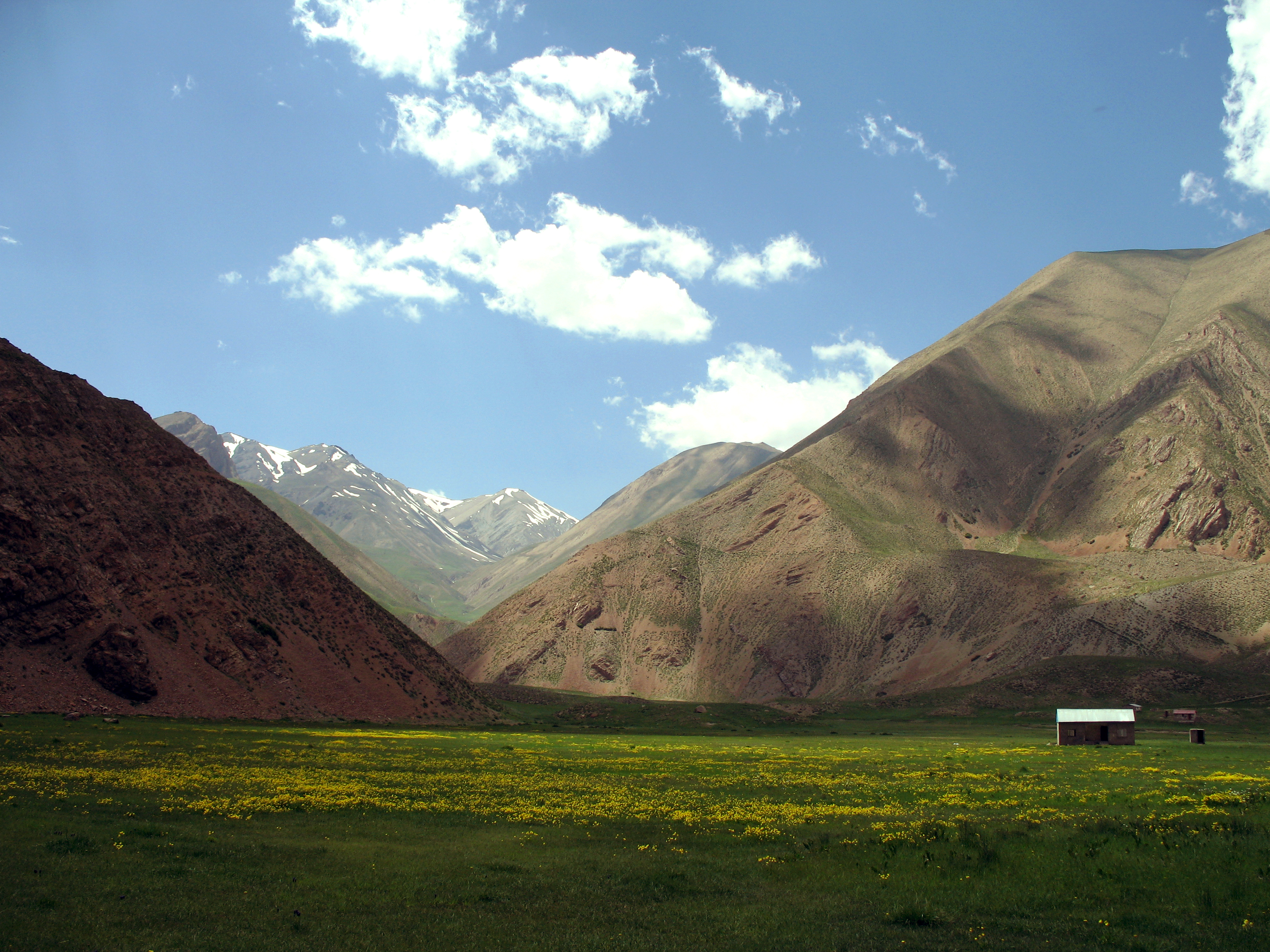
طبیعت نمارستاق

نَمارِستاق نام دهستانی در بخش لاریجان شهرستان آمل در استان مازندران ایران است.
موقعیت جغرافیایی این روستا حدود ۵۲ درجه و ۷ دقیقه شرق گرینویچ و ۳۶ درجه و ۶ دقیقه شمال خط استوا در ارتفاعات ۲۶۵۰ محلات می‌باشد.
این پهنه جغرافیایی از شمال به بخش بلده نور، از جنوب به دهستان دلارستاق در بخش لاریجان، از شرق به جاده هراز و از غرب به بخش بلده محدود می‌شود.
نمارستاق دارای آب و هوای بسیار خوبی بوده و دارای موقعیت مناسبی نسبت به سایر روستاهای همجوار در کوهپایه دماوند است.

## روستاها
این منطقه از ۱۸ روستای مختلف تشکیل شده‌است. رودخانه‌ای که از میان این منطقه می‌گذرد دهستان را به دو نیمه شمالی “خِرتو” (Khertu) و جنوبی “نِسِم” (Nesem) تقسیم کرده‌است. روستاهای پنجاب، سوآ، امره، اتاق‌سرا، شیخ‌محله، پلریه، سلور، دوظهور، کلری، کفا، نمار و دیوران در بخش شمالی و روستاهای نسل، نیزه، دره کنار، عبدالمناف، کردچالک ، فیس و لهر در بخش جنوبی این دهستان قرار گرفته‌اند.

## جاذبه‌ها
از مکان‌های دیدنی و طبیعی نمارستاق می‌توان دشت دریوک، آبشار کوهره، چشمه‌های اشلک، زرداویج و از مناطق تاریخی قلعه قلا و قلعه شر دره را نام برد.
همچنین می‌توان از مکان‌های زیارتی نیز به
- امامزاده عبدالله واقع در روستای اتاق‌سرا
- امامزاده عبدالمناف و عبدالمطلب واقع در روستای عبدالمناف
- شیخ حسن یعقوب واقع در روستای شیخ‌محله
- بی بی فاطمه واقع در روستای نسل
- امامزاده محمد واقع در روستای نمار

اشاره کرد.

## تاریخچه
در لغت‌نامه دهخدا آمده‌است: «نمارستاق یکی از دهستان‌های ییلاقی بخش نور شهرستان آمل است. این دهستان از ۱۵ آبادی کوچک و بزرگ تشکیل شده‌است. جمعیت دهستان در حدود ۱۹۰۰ تن است و روستاهای مهم آن عبارت است از: پنجاب، سوا، شیخ‌محله، امره، کلری کفا، نمار. آب دهات این دهستان از چشمه و محصول عمده آن غلات و لبنیات است.»